# Jun Suzuki (1989)
Jun Suzuki (Fukuoka, 22 april 1989) is een Japans voetballer.

## Carrière
Jun Suzuki tekende in 2007 bij Avispa Fukuoka.